# مواندا

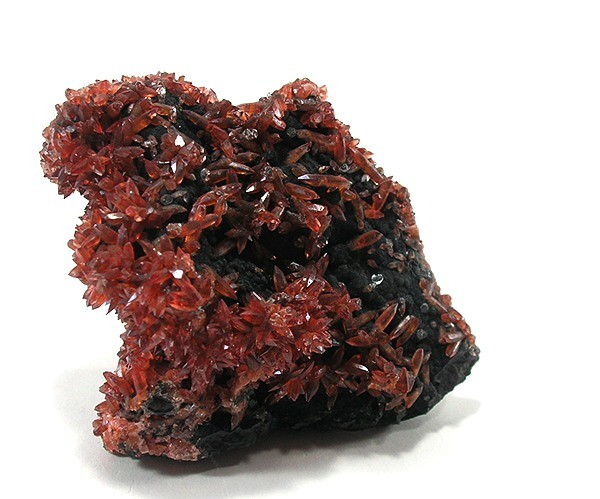
رودوکروزیت من منجم مواندا

مواندا هي واحدة من بين أكبر المدن في الغابون. يقطن في المدينة حوالي 39,298 حسب تعداد 2010. كما أنها واحدة من أغنى مدن المنغنيز الأكثر أهمية في العالم. كانت مدينة مواندا بالأصل قرية تقع على ضفاف مستنقعات نهر ميوسو. أدى اكتشاف واستغلال المنغنيز في هضبة بانغومبي القريبة عام 1953 إلى ظهور وتطوير المدينة.

## المناخ
يظهر الجدول التالي التغييرات المناخية على مدار السنة لمواندا:
| البيانات المناخية لـمواندا        | البيانات المناخية لـمواندا | البيانات المناخية لـمواندا | البيانات المناخية لـمواندا | البيانات المناخية لـمواندا | البيانات المناخية لـمواندا | البيانات المناخية لـمواندا | البيانات المناخية لـمواندا | البيانات المناخية لـمواندا | البيانات المناخية لـمواندا | البيانات المناخية لـمواندا | البيانات المناخية لـمواندا | البيانات المناخية لـمواندا | البيانات المناخية لـمواندا |
| الشهر                             | يناير                      | فبراير                     | مارس                       | أبريل                      | مايو                       | يونيو                      | يوليو                      | أغسطس                      | سبتمبر                     | أكتوبر                     | نوفمبر                     | ديسمبر                     | المعدل السنوي              |
| --------------------------------- | -------------------------- | -------------------------- | -------------------------- | -------------------------- | -------------------------- | -------------------------- | -------------------------- | -------------------------- | -------------------------- | -------------------------- | -------------------------- | -------------------------- | -------------------------- |
| متوسط درجة الحرارة الكبرى °م (°ف) | 28.7 (83.7)                | 29.4 (84.9)                | 29.9 (85.8)                | 29.8 (85.6)                | 28.8 (83.8)                | 27.1 (80.8)                | 26.2 (79.2)                | 26.8 (80.2)                | 28.0 (82.4)                | 28.4 (83.1)                | 28.5 (83.3)                | 28.1 (82.6)                | 28.3 (82.9)                |
| المتوسط اليومي °م (°ف)            | 24.5 (76.1)                | 24.8 (76.6)                | 25.1 (77.2)                | 25.1 (77.2)                | 24.6 (76.3)                | 23.2 (73.8)                | 22.4 (72.3)                | 22.9 (73.2)                | 23.8 (74.8)                | 24.1 (75.4)                | 24.2 (75.6)                | 24.1 (75.4)                | 24.1 (75.4)                |
| متوسط درجة الحرارة الصغرى °م (°ف) | 20.2 (68.4)                | 20.1 (68.2)                | 20.2 (68.4)                | 20.4 (68.7)                | 20.3 (68.5)                | 19.3 (66.7)                | 18.5 (65.3)                | 18.9 (66.0)                | 19.6 (67.3)                | 19.8 (67.6)                | 19.8 (67.6)                | 20.0 (68.0)                | 19.8 (67.6)                |
| الهطول مم (إنش)                   | 165.3 (6.51)               | 202.6 (7.98)               | 273.6 (10.77)              | 220.5 (8.68)               | 213.0 (8.39)               | 39.2 (1.54)                | 13.5 (0.53)                | 19.4 (0.76)                | 126.4 (4.98)               | 265.8 (10.46)              | 274.8 (10.82)              | 192.1 (7.56)               | 2٬006٫2 (78.98)            |
| متوسط أيام هطول الأمطار           | 13.4                       | 15.0                       | 17.6                       | 16.4                       | 15.6                       | 3.9                        | 2.8                        | 3.9                        | 11.4                       | 18.8                       | 20.2                       | 16.2                       | 155.2                      |
| متوسط الرطوبة النسبية (%)         | 74                         | 84                         | 84                         | 84                         | 84                         | 81                         | 81                         | 81                         | 84                         | 87                         | 87                         | 86                         | 83                         |
| المصدر: NOAA                      |                            |                            |                            |                            |                            |                            |                            |                            |                            |                            |                            |                            |                            |

## الرياضة
الملعب الرئيسي للمدينة هو ملعب هنري سيلفوز وهو الملعب الخاص بنادي مانغاسبورت.

## أعلام
- سامسون مبينغي
- جوهان لينغولاما